# Juan Garchitorena
Juan Garchitorena (Manilla, Filipijnen; 24 maart 1898 – Santa Barbara, Verenigde Staten; 27 juni 1983) was een Argentijns voetballer en filmacteur. Hij speelde als middenvelder voor FC Barcelona en onder het pseudoniem Juan Torena maakte Garchitorena 36 speelfilms.

## Loopbaan als voetballer
Garchitorena was de eerste Argentijn in de geschiedenis van FC Barcelona. Hij gebruikte valse papieren om zich in 1915 als Spanjaard bij de club aan te kunnen sluiten. Hierdoor mocht Garchitorena meespelen in de Campionat de Catalunya, een competitie waarin buitenlandse spelers niet waren toegestaan. RCD Español kwam echter achter het bedrog van Garchitorena en diende een klacht in bij de Catalaanse voetbalbond. De bond stelde RCD Español in het gelijk en FC Barcelona diende alle wedstrijden over te spelen waarin Garchitorena had meegedaan. Toenmalig FC Barcelona-voorzitter Gaspar Rosés ging niet akkoord met de sanctie en hij trok zijn club terug uit de Campionat de Catalunya. Garchitorena bleef tot 1920 bij FC Barcelona.  

## Loopbaan als acteur
Garchitorena vertrok in de jaren twintig naar Hollywood en als Juan Torena speelde hij in 36 speelfilms. Zijn eerste film was Sombras habaneras uit 1929. Deze film, ook wel bekend als Havana Shadows, was de eerste Hollywood-film ooit die volledig in het Spaans werd opgenomen. Een bijrol als Mexicaanse politiechef in Jeopardy uit 1953 was het einde van de acteerloopbaan van Garchitorena.